# Nicrophorus nepalensis
Nicrophorus nepalensis es una especie de escarabajo enterrador del género Nicrophorus, categorizada en la tribu Nicrophorini, de la subfamilia Nicrophorinae. Fue descrita por Hope en 1831.

## Distribución
Se distribuye por Asia: Camboya, China, India, Indonesia (Java), Japón, Laos, Malasia, Birmania, Pakistán, Filipinas, Tailandia y Vietnam.